# Jochen Goetze

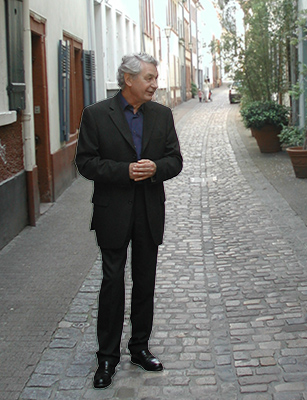
Jochen Goetze auf einer Exkursion durch Heidelberg im Mai 2002

Jochen Goetze (* am 28. September 1937 im Ruhrgebiet; † am 23. Oktober 2022) war ein deutscher Historiker, der zur mittelalterlichen Geschichte, zu den Historischen Grundwissenschaften und zur Landesgeschichte lehrte und forschte.

## Leben und Wirken

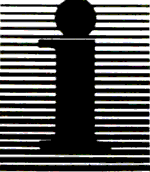
Logo der „intermedia 69“

Goetze besuchte das Domgymnasium Verden und legte 1959 als Externer am Katharineum zu Lübeck das Abitur ab. Anschließend studierte er an der Universität Hamburg Geschichte und Kunstgeschichte, unter anderem bei Ahasver von Brandt. 1962 wechselte er mit von Brandt an die Universität Heidelberg, wo er sein Studium fortsetzte und 1965 mit der Dissertation „Die Litterae Elongatae. Ein Beitrag zur Formengeschichte und Herkunft der mittelalterlichen Urkundenschrift“ promoviert wurde. Von 1965 bis 2002 war er als akademischer Mitarbeiter am Historischen Seminar der Universität Heidelberg in Forschung und Lehre tätig, zuletzt als Akademischer Oberrat und Geschäftsführer. Im Jahr 2002 wurde er pensioniert.
1969 organisierten Klaus Staeck und Jochen Goetze die „intermedia 69“ in Heidelberg. Sie war als Gegenveranstaltung zu einer Ausstellung des Heidelberger Kunstvereins zur „Kunst der Gegenwart“ geplant. Ziel der Veranstalter war es, nicht eine Schau der damals aktuellen und etablierten Kunst zu bieten, wie sie der Heidelberger Kunstverein durchführte, vielmehr sollten die in die Zukunft weisenden Tendenzen der Kunst jener Jahre dargestellt werden. Am 16. Mai 1969 fand eine der ersten Verpackungsperformances statt, durch welche Christo und später auch Christo und Jeanne-Claude zu Weltruhm gelangen sollten: Die Verhüllung des Amerika-Hauses (heute Deutsch-Amerikanisches-Institut) am Adenauerplatz.
Goetze war von 1989 bis 1993 Vorsitzender des Vereins Alt Heidelberg und wirkte ab 1996 als Redakteur und Autor des Heidelberger Jahrbuchs zur Geschichte der Stadt. Er war im Vorstand des Vereins Bürger für Heidelberg aktiv und Mitbegründer der Bürgerinitiative „BIEST“, die sich gegen die Erweiterung der Heidelberger Stadthalle einsetzte.

## Publikationen (Auswahl)
- als Hrsg. mit Klaus Staeck, Friedrich Gerling: inter media 69. Heidelberg, 16. Mai - 22. Juni '69. Verlag Edition Tangente, Heidelberg 1969.
- Das Heidelberger Schloss. Mit Fotografien von Richard Fischer. Edition Braus, Heidelberg 1988, ISBN 3-925835-06-7.
- Burgen im Neckartal. Mit Fotografien von Richard Fischer. Edition Braus, Heidelberg 1989, ISBN 3-925835-52-0.
- Burgen in der Pfalz. Mit Fotografien von Werner Richner. Edition Braus, Heidelberg 1991, ISBN 3-921524-94-6.
- mit Walter Roggenkamp: Medaillen der Kurfürsten von der Pfalz. Die Schaeffersche Suite von 1758. Heidelberger Verlagsanstalt, Heidelberg 1980, ISBN 3-920431-04-9.
- Gassen, Straßen und Raster oder die Anfänge der Stadt Heidelberg. Überlegungen und Gedanken zum Heidelberger Stadtgrundriß. In: Heidelberg.1 1996, S. 103–120.